# Synegiodes histrionaria
Synegiodes histrionaria là một loài bướm đêm trong họ Geometridae.